# Мороз Анатолій Миколайович (професор)
Мороз Анатолій Миколайович (нар. 30 травня 1939, м. Анапа, Краснодарський край, РРФСР) — український вчений-економіст, доктор економічних наук, професор, Заслужений діяч науки і техніки України.

## Життєпис
Навчався у середній школі № 2 м. Анапи (1946—1956). Служив у лавах Радянської Армії (1958—1961).
Закінчив Одеський кредитно-економічний інститут (1966). Працював у системі Держбанку СРСР. Без відриву від виробництва закінчив аспірантуру при Київському інституті народного господарства і у 1971 році захистив
кандидатську дисертацію на тему "Удосконалення кредитування важкої промисловості у зв'язку з господарською реформою (на прикладі підприємств УРСР).
Від 1973 року працює у ДВНЗ «Київський національний економічний університет імені Вадима Гетьмана», тривалий час очолю вав кафедру банківської справи (1993—2015). У 1983 році захистив докторську дисертацію на тему «Проблеми кредитних відносин Держбанку з промисловістю», з 1986 року — професор. Зараз професор — консультант кафедри.

## Професійна діяльність
Є автором та співавтором понад 100 наукових публікацій: 11 монографій, керівником авторських колективів та співавтором 26 праць з питань економіки та банківської справи [1], у тому числі підручників «Банківські операції», «Кредитний менеджмент».
Працював радником з економічних питань Голови Національного банку України . Брав участь у розробці проектів законів «Про банки та банківську діяльність» та «Про Національний банк України». Був членом робочої групи з питань здійснення грошової реформи 1996 р. Один з фундаторів наукової
школи грошово-кредитних відносин [2].

## Наукові інтереси
Сфера науково-педагогічних інтересів зосереджена на ролі банківської системи в економічному зростанні.

## Основні публікації
- Банківські операції. А. М. Мороз, М. І. Савлук. К.: КНЕУ, 238—240
- Центральний банк та грошово-кредитна політика. А. М. Мороз, М. Ф. Пуховкіна, М. І. Савлук, М. Д. Алексеєнко, О. В. Дзюблюк. К.: КНЕУ 22005, 556
- Вступ до банківської справи. М. І. Савлук, А. М. Мороз, А. А. Коряк. К.: Лібра 347
- Національний банк і грошово-кредитна політика. А. М. Мороз, М. Ф. Пуховкіна. К.: КНЕУ 368
- Іноземні банки та іноземна валюта: окремі аспек-ти їх функціонування в Україні. А. М. Мороз, A. Moroz. ДВНЗ «Київський національний економічний університет імені Вадима Гетьмана»
- Кредитний менеджмент. А. М. Мороз. К.: КНЕУ 399
- Банківська енциклопедія. А. М. Мороз. К.: Эльтон
- Національний банк України. Л. Воронова, А. Мороз, М. Пухвкіна, М. Савлук. Вісник НБУ, 6-9
- Основи банківської справи. А. Мороз. К.: Лібра
- Гроші та кредит. А. М. Мороз. підручник.–3-тє вид., перероб. і доп. / М. І. Савлук, А. М. Мороз, М. Ф. Пуховкіна та ін
- Розвиток інститутів парабанківської системи України: проблеми та перспективи. А. М. Мороз, С. В. Науменкова, М. Ноель.
- ДЖЕРЕЛА ФОРМУВАННЯ ВЛАСНОГО КАПІТАЛУ КОМЕРЦІЙНОГО БАНКУ. А. М. Мороз, А. П. Вожжов, М. І. Савлук, А. В. Шаповалов.
- Діяльність банку на ринку платіжних карток. А. В. Мороз, A. Moroz
- ГРОШОВИЙ РИНОК І МЕХАНІЗМ ЙОГО ФУНКЦІОНУВАННЯ. А. Гальчинський, І. Лютий, А. Мороз, М. Савлук, О. Дзюблюк, Н. Костіна. Фінансово-економічна безпека держави в умовах інтеграційних процесів, 33
- ПРОБЛЕМНІ КРЕДИТИ БАНКІВ ЯК РЕЗУЛЬТАТ РЕАЛІЗАЦІЇ КРЕДИТНОГО РИЗИКУ. О. Васюренко, А. Мороз, І. Кириленко, Т. Осокіна, О. Нурзат, Дж. Капріо, Ф. Валенсія
- Добрий помічник фахівцям банківської сфери. А. Мороз. Вісник Національного банку України, 45-47
- Інформаційне забезпечення управління кредитними ризиками комерційних банків в сучасних умовах. В. В. Шемшученко, А. М. Мороз, М. І. Савлук, Л. О. Примостка, А. Луценко.
- ФІНАНСОВО-КРЕДИТНИЙ МЕХАНІЗМ АКТИВІЗАЦІЇ ІНВЕСТИЦІЙНОГО ПРОЦЕСУ В УКРАЇНІ. А. М. Мороз, В. В. Зимовець, Б. Л. Луців, О. Д. Вовчак
- ВАЛЮТНІ ДЕПОЗИТНІ ОПЕРАЦІЇ КОМЕРЦІЙНОГО БАНКУ. В. І. Міщенко, А. М. Мороз, Л. О. Примостка, В. А. Ющенко, Л. М. Красавіна, С. Лізелот, С. В. Котелкін
- Вартість банку: теорія та управління. А. М. Мороз, І. Б. Івасів, I.B. Ivasiv, И. Б. Ивасив. ДВНЗ «Київський національний економічний університет імені Вадима Гетьмана»
- Актуальні питання діяльності українських банків. А. М. Мороз, A. Moroz. ДВНЗ «Київський національний економічний університет імені Вадима Гетьмана»
- ОЦІНКА ФІНАНСОВИХ РЕСУРСІВ ІНВЕСТИЦІЙНОГО ПРОЦЕСУ В УКРАЇНІ. А. М. Мороз, А. І. Нейкова, М. І. Савлук, Д. М. Черваньов
- АНАЛІЗ АКТИВІВ КОМЕРЦІЙНОГО БАНКУ ТА ШЛЯХИ ЇХ ПОЛІПШЕННЯ. А. М. Мороз, М. І. Савлук, О. В. Дзюблюк, О. Д. Заруба, Д. Хікс, X. Хокман. ББК 65.05 я 431 Е 45, 186
- Міжнародні розрахунки України та перспективи їх розвитку. А. М. Мороз, О. С. Галушко, Н. С. Рязанова
- ФІНАНСОВІ ІНСТРУМЕНТИ РИНКУ ІПОТЕЧНОГО КРЕДИТУВАННЯ УКРАЇНИ. А. М. Мороз
- РЕГУЛЮВАННЯ БАНКІВСЬКОГО КАПІТАЛУ. А. М. Мороз, М. Д. Білик, Г. Т. Карчева
- Банківські операції: навч.-метод. Комплекс до викон. самост. та індивід. робіт для спец.6105 «Банківська справа» / [А. М. Мороз, М. Д. Алексеєнко, І. Б. Івасів та ін. ; редкол. : М. І. Диба (голова), І. Б. Івасів, А. М. Мороз та ін.] ; М-во освіти і науки, молоді та спорту України, ДВНЗ «Київ. нац. екон. ун-т ім. Вадима Гетьмана». — К. : КНЕУ, 2011. — 83 с.
- Кредитивний менеджмент: навч. Посібник / А. М. Мороз, Р. І. Шевченко, І. В. Дубик ; [редкол.: М. І. Диба (голова), І. Б. Івасів, А. М. Мороз та ін.] ;М-во освіти і науки України, ДВНЗ «Київ. нац. екон. ун-т ім. Вадима Гетьмана». К. : КНЕУ, 2009. — 399 с.
- Операції банків і небанківськиї кредитних установ [Електронний ресурс]: підручник / [А. М. Мороз, М. І. Савлук, Т. П. Остапишин та ін.]: за наук. ред. А. М. Мороза ; М-во освіти і науки України, ДВНЗ «Київ. нац. екон. ун-т ім.. Вадима Гетьмана». — Електрон. текст. дані. — К. : КНЕУ, 2013. — 543 с. — Режим доступу: http://irbis.kneu.edu.ua/egi-bin/ecgi/cgiirbis_32.exe?C21COM=F&I21DBN=ELIB&P21DBN-ELIB%5Bнедоступне+посилання+з+липня+2019%5D.  — Назва з екрана. — Дата звернення: 17.03.14
- Гроші та кредит: підручник / [М. І. Савлук, А. М. Мороз, І. М. Лазепко та ін. ; редкол.: М. І. Диба (голова), І. Б. Івасів, М. І. Савлук та ін.] ; за наук. ред. М. І. Савлука ; М-во освіти і науки, молоді та спорту України, ДВНЗ «Київ. нац. екон. ун-т ім.. Вадима Гетьмана». — 6-те вид., переробл. І доповн. — К. : КНЕУ, 2011. — 592 с. — (До 105-річчя Київського національного економічного університету імені Вадима Гетьмана).
- Центральний банк та грошово-кредитна політика: підручник / [А. М. Мороз, М. Ф. Пуховкіна, М. І. Савлук та ін. ; за ред.. А. М. Мороза і М. Ф. Пуховкіної] ; М-во освіти і науки України, Київ. нац. екон. ун-т. — К. : КНЕУ, 2005. — 556 с. — (До 10-річчя Київського національного економічного університету).
- Банківська енциклопедія / [М. І. Савлук, А. М. Поддєрьогін, А. А. Пересада та ін.] ; А. М. Мороза. — К. : Ельтон, 2993. — 328 с.
- Енциклопедія банківської справи України / Нац. банк України, Ін-т незалежних експертів ; редкол.: В. С. Стельмах (голова), В. Б. Альошин, А. М. Мороз [та ін.] ; [голов. наук. консультант А. М. Мороз]. — К. : Молодь: Ін Юре, 2001. — 679 с. — Присвяч. 10-річчю Національного банку України.
- Час проведення грошової реформи вибрано вдало / А. Мороз // Вісник Національного банку України. — 2006. — Спецвип., присвяч.. 10-й річниці проведення прошової реформи в Україні.
- Мороз Анатолій Миколайович [Архівовано 1 березня 2016 у Wayback Machine.]
- Наукові школи КНЕУ [Архівовано 18 грудня 2016 у Wayback Machine.]

| українська персоналія | Це незавершена стаття про особу, що має стосунок до України. Ви можете допомогти проєкту, виправивши або дописавши її. |